# フェルディナント・フォン・ザンメルン・フランケネック

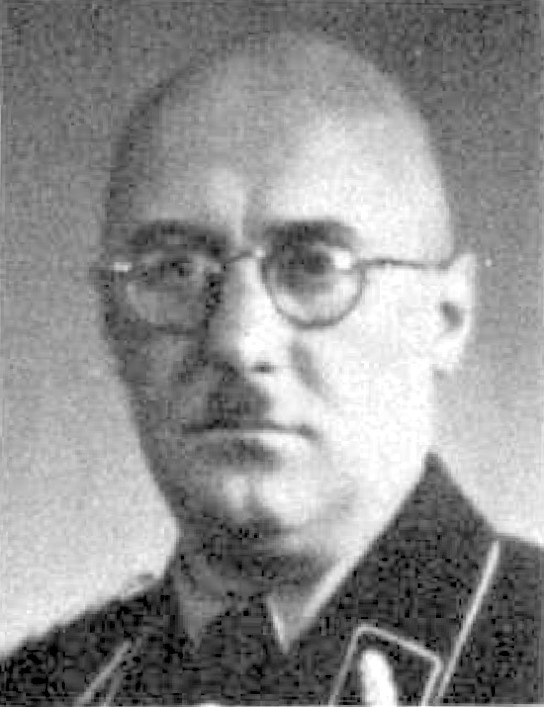
フェルディナント・フォン・ザンメルン＝フランケネック

フェルディナント・フォン・ザンメルン＝フランケネック（Ferdinand von Sammern-Frankenegg、1897年3月17日 - 1944年9月20日）は、オーストリアの陸軍軍人、親衛隊員、貴族。最終階級は親衛隊少将及び警察少将。ワルシャワ・ゲットー蜂起の鎮圧軍の最初の指揮官だったが、ユダヤ人レジスタンスたちに潰走させられたため、ユルゲン・シュトロープに代えられた。

## 略歴
オーストリアのグリースキルヒェンに生まれた。1915年7月にオーストリア・ハンガリー帝国陸軍に入隊。1918年11月から1919年8月にかけてイタリア軍の捕虜となった。1920年2月に陸軍を除隊。オーストリア陸軍での最終階級は中尉だった。1932年6月にオーストリア・ナチ党に入党。1932年12月に親衛隊（SS）に参加。アンシュルス後の1939年4月にオーストリア地方選出の国会議員となった。1942年7月22日、「ワルシャワ」親衛隊及び警察指導者アルパート・ヴィーガントが武装親衛隊に従軍して不在の間、職務を代行する「ワルシャワ」親衛隊及び警察指導者代理に就任。在職中の1943年1月からワルシャワ・ゲットー蜂起があり、1943年4月19日午前六時頃からフォン・ザンメルン・フランケネックは戦車や火炎放射器を装備した2000人の部隊を率いて鎮圧作戦を開始した。ユダヤ人レジスタンスは拳銃やライフルや機関銃などはごくわずかしか持たず、手作りの火炎瓶が主力という貧弱な武装だったが、その抵抗は頑強であり、午前七時半頃にはフォン・ザンメルン・フランケネックの部隊は潰走している。この責任をとらされ同日にフォン・ザンメルン・フランケネックは免職。「ワルシャワ」親衛隊及び警察指導者の職はユルゲン・シュトロープに代えられた。
その後、1943年7月15日からクロアチアで「エセック」親衛隊及び警察指導者を務めたが、1944年9月20日にパルチザンに殺害された。